# Ectobius aetnaeus
Ectobius aetnaeus är en kackerlacksart som beskrevs av Willy Adolf Theodor Ramme 1927. Ectobius aetnaeus ingår i släktet Ectobius och familjen småkackerlackor. Inga underarter finns listade i Catalogue of Life.